# Athletic Club de Madrid 1907-1908
Questa voce raccoglie le informazioni riguardanti l'Athletic Club de Madrid, antico nome del Club Atlético de Madrid, nelle competizioni ufficiali della stagione 1907-1908.

## Stagione
Nella stagione 1907-1908 i Colchoneros arrivarono terzi nel campionato Regional de Madrid a due punti dal Madrid CF. Non partecipò alla Coppa del Re.

## Organigramma societario
Le cariche societarie.
- Presidente: Ricardo de Gondra
- Vicepresidente: Abdón de Alaiza
- Segretario: Pío García Novoa
- Vicesegretario: Tomas Murga
- Tesoriere: Hermenegildo García
- Contabile: Joaqín Elósegui
- Membri ordinari: Roque Allende, Claudio Ibañez de Aldecoa

## Maglie e sponsor
| Manica sinistra · Maglietta · Maglietta · Manica destra · Pantaloncini · Calzettoni |

## Rosa
Rosa e ruoli dell'Athletic Club de Madrid nella stagione 1907-08
| N. |                   | Ruolo | Calciatore                |
| -- | ----------------- | ----- | ------------------------- |
| -  | Spagna (bandiera) | P     | Asuero                    |
| -  | Spagna (bandiera) | P     | Ricardo de Gondra         |
| -  | Spagna (bandiera) | D     | Roque Allende             |
| -  | Spagna (bandiera) | D     | E. Celada                 |
| -  | Spagna (bandiera) | D     | Claudio Ibañez de Aldecoa |
| -  | Spagna (bandiera) | D     | Arencibia                 |
| -  | Spagna (bandiera) | C     | Hermenegildo García       |
| -  | Spagna (bandiera) | C     | Moreno                    |

| N. |                   | Ruolo | Calciatore      |
| -- | ----------------- | ----- | --------------- |
| -  | Spagna (bandiera) | C     | Mandiola        |
| -  | Spagna (bandiera) | C     | Tomas Murga     |
| -  | Spagna (bandiera) | A     | Hurtado         |
| -  | Spagna (bandiera) | A     | Celada          |
| -  | Spagna (bandiera) | A     | Vega            |
| -  | Spagna (bandiera) | A     | Joaqín Elósegui |
| -  | Spagna (bandiera) | A     | Valle           |
| -  | Spagna (bandiera) | A     | Zabala          |

## Risultati

### Campeonato Regional de Madrid
| Madrid 8 marzo 1908 1ª giornata        | Athlétic Madrid | 1 – 0 | Español Madrid |  |
| \| \| \| \| \| Vega \| Marcatori \| \| |                 |       |                |  |
|                                        |                 |       |                |  |
| Vega                                   | Marcatori       |       |                |  |

| Madrid 15 marzo 1908 2ª giornata | Madrid CF | – | Athlétic Madrid |  |

| Arbitro: | Kindelán |

|                   |           |  |
| Prada 40’ Prast , | Marcatori |  |

| Madrid 22 marzo 1908 4ª giornata    | Athlétic Madrid | 0 – 1 | Gimnástica |  |
| \| \| \| \| \| \| Marcatori \| ? \| |                 |       |            |  |
|                                     |                 |       |            |  |
|                                     | Marcatori       | ?     |            |  |

| Madrid 25 marzo 1908 5ª giornata                    | Gimnástica | 2 – 2         | Athlétic Madrid |  |
| \| \| \| \| \| ? ? \| Marcatori \| Valle Hurtado \| |            |               |                 |  |
|                                                     |            |               |                 |  |
| ?                                                   | Marcatori  | Valle Hurtado |                 |  |

| Madrid 29 marzo 1908 6ª giornata | Español Madrid | – | Athlétic Madrid |  |

## Statistiche

### Statistiche di squadra
| Competizione                  | Punti | Totale | Totale | Totale | Totale | Totale | Totale | DR |
| Competizione                  | Punti | G      | V      | N      | P      | Gf     | Gs     | DR |
| ----------------------------- | ----- | ------ | ------ | ------ | ------ | ------ | ------ | -- |
| Campeonato Regional de Madrid | 7     | 6      | 3      | 1      | 2      | 3      | 6      | -3 |
| Totale                        | 7     | 6      | 3      | 1      | 2      | 3      | 6      | -3 |